# Chery Arrizo 7
Chery Arrizo 7 — выпускавшийся в 2013—2018 годах автомобиль китайской компании Chery.

## История
Модель была представлена в 2013 году на Автосалоне в Шанхае как концепт Chery Alpha 7. Заводской индекс — М16.
В 2014 году поступила в продажу на домашнем рынке по цене от 78,900 до 126,900 юаней.
В 2016 году был произведён фейслифт, обновленная версия с 2017 года стоила от 79 900 юаней с механикой и от 88 900 юаней с вариатором.
Так же в 2016 году была выпущена «гибридная» версия Chery Arrizo 7e по цене в 179 900 юаней, без учёта местных субсидий для «зелёных» машин.
В 2018 году выпуск модели компанией Chery был прекращён, однако, в 2021 году с изменённым дизайном выпуск модели был возобновлён дочерней компанией Cowin под названием Cowin Xuandu/Kaiyi E5.
Весной 2022 года появились новости о тестировании под заводским обозначением М1Е предположительно второго поколения Arrizo 7.

## Технические характеристики
Модель построена на увеличенной платформе хетчбэка Chery M11.
Подвеска — полностью независимая: спереди стойки McPherson, сзади два поперечных рычага со стабилизатором.
Двигатель — бензиновый 4-цилиндровый объемом 1,6 литра мощностью 126 л. с.,
С 2016 год также была доступна версия того же двигателя с турбонаддувом мощностью 152 л. с., а также версия «гибрид».
Коробка передач — 5-ступенчатая механическая или бесступенчатый вариатор.

## Безопасность
По результатам краш-теста китайского центра автомобильных исследований С-NCAP модель получила максимальные пять баллов показав результат в 54,9 единиц из возможных 62.

## Галерея

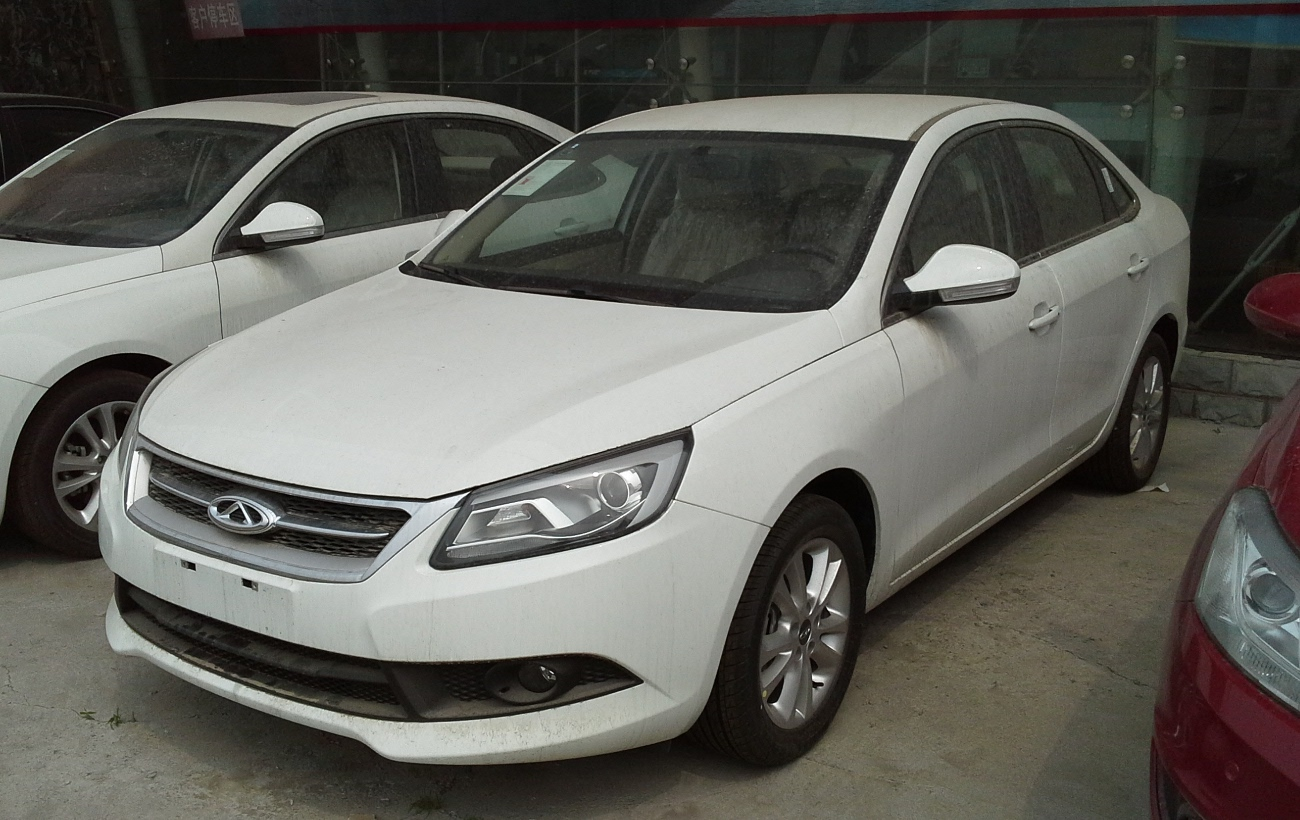
2014-2015
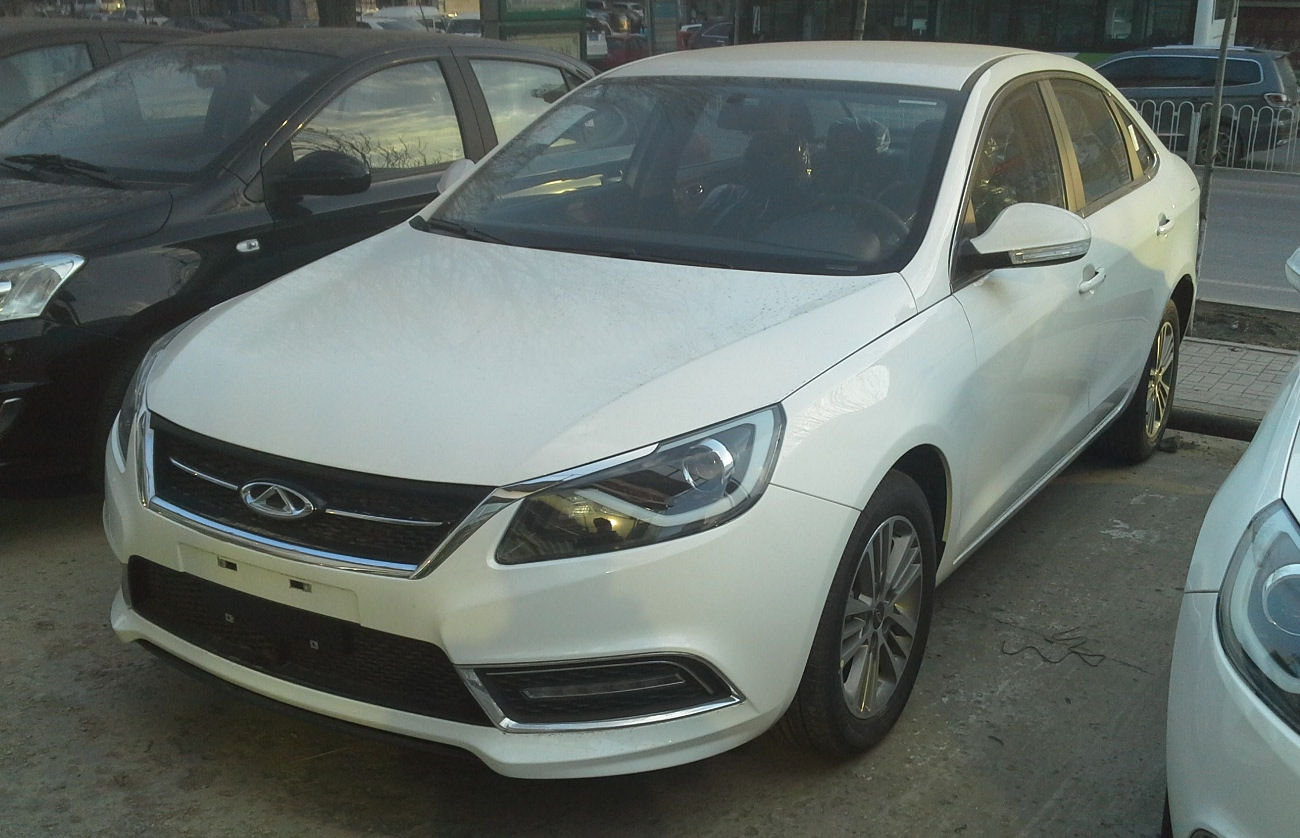
фейслифт 2016 года
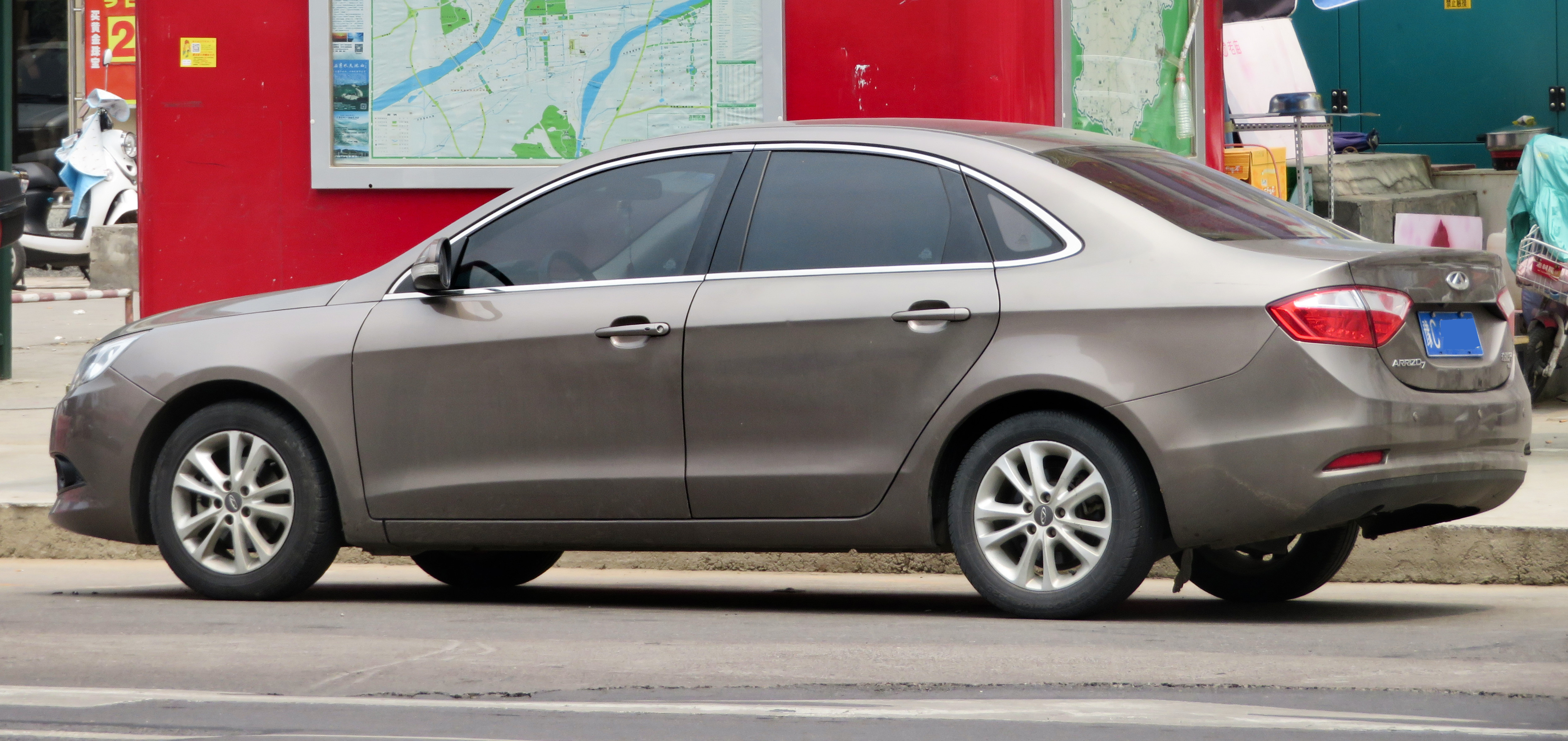

## В России
В России модель была представлена в 2014 году на Московском международном автомобильном салоне.
Поступив в продажу в конце 2014 года предлагалась в комплектациях Standart и Luxery по цене от 570 000 до 650 000 рублей, на 2017 год предлагалась только в комплектации Luxury: с «кожаным» салоном, люком, климат-контролем, и полным электропакетом, версия с «механикой» стоила 680 тысяч рублей, а с вариатором 736 тысяч рублей.
Продажи были незначительны — за 2015—2016 годы было продано лишь около 150 единиц, в конце 2016 года продажи модели, как и всех седанов компании Chery, в России были прекращены, компания сконцентрироваться на линейке кроссоверов Tiggo.
При этом российские автожурналы положительно оценивали модель, называя её «первым нормальным китайцем».

Можете считать меня… Да кем и чем угодно можете считать, причем лучше с помощью калькулятора. Chery Arrizo 7 за 736 тысяч рублей — это первый китайский автомобиль, заставивший меня всерьез задуматься о покупке. Он симпатичен, просторнее, чем Solaris, да и едет лучше, чем, скажем, Гранты/Датсуны.— Авторевю, № 8, 2015

Lifan Cebrium, как и большинство китайских поделок, по-прежнему лишь неумело оформленный «сборник цитат». Как ни старался, я не нашел, за что его можно похвалить. Chery Arrizo 7 не только выглядит, но и едет на удивление достойно… не без недостатков, но достоинств — управляемость, шумоизоляция, эргономика, оснащение — куда больше.— За рулём, № 12, 2014
Модель выглядела достойно и по сравнению с японской Nissan Sentra, при проведении сравнительного теста изначально уверенный в превосходстве «японца» журнал «За рулём» в итоге писал:

- Право, не знаю, как бы я поступил, если бы пришлось реально выбирать из этих автомобилей. Sentra приятно удивила просторным салоном, добротными материалами, богатой комплектацией и хорошей эргономикой. Опять же имидж марки. А с другой, дизайн Arizzo7 солиднее и гармоничнее. Но, главное, он азартнее и острее в управлении, динамичнее, спортивнее и экономичнее. И заметно дешевле. Так что пока я в раздумьях…— За рулём, № 3, 2015

Arrizo 7, надо признать, заставляет смотреть на себя без снисходительной ухмылки.— 5 колесо, 2017